# Барнуэлл (Южная Каролина)
Барнуэлл (англ. Barnwell) — город и административный центр (столица) одноимённого округа в штате Южная Каролина в Соединённых Штатах Америки.
Согласно результатам переписи населения США, проведённой в 2020 году, число жителей города составляло 4652 человек, что, для такого небольшого населённого пункта, существенно меньше (− 2,1%), чем было во время предыдущей переписи прошедшей в 2010 году (4750 человек).

## История
Округ Барнуэлл был официально образован в 1798 году из части округа Оранджбург и, как и административный центр, был назван в честь лидера Войны за независимость США сенатора Джона Барнуэлла (1748–1800), возглавлявшего ополчение в Южной Каролине. Первоначально округ Барнуэлл простирался от реки Саванна на западе почти до Атлантического океана.

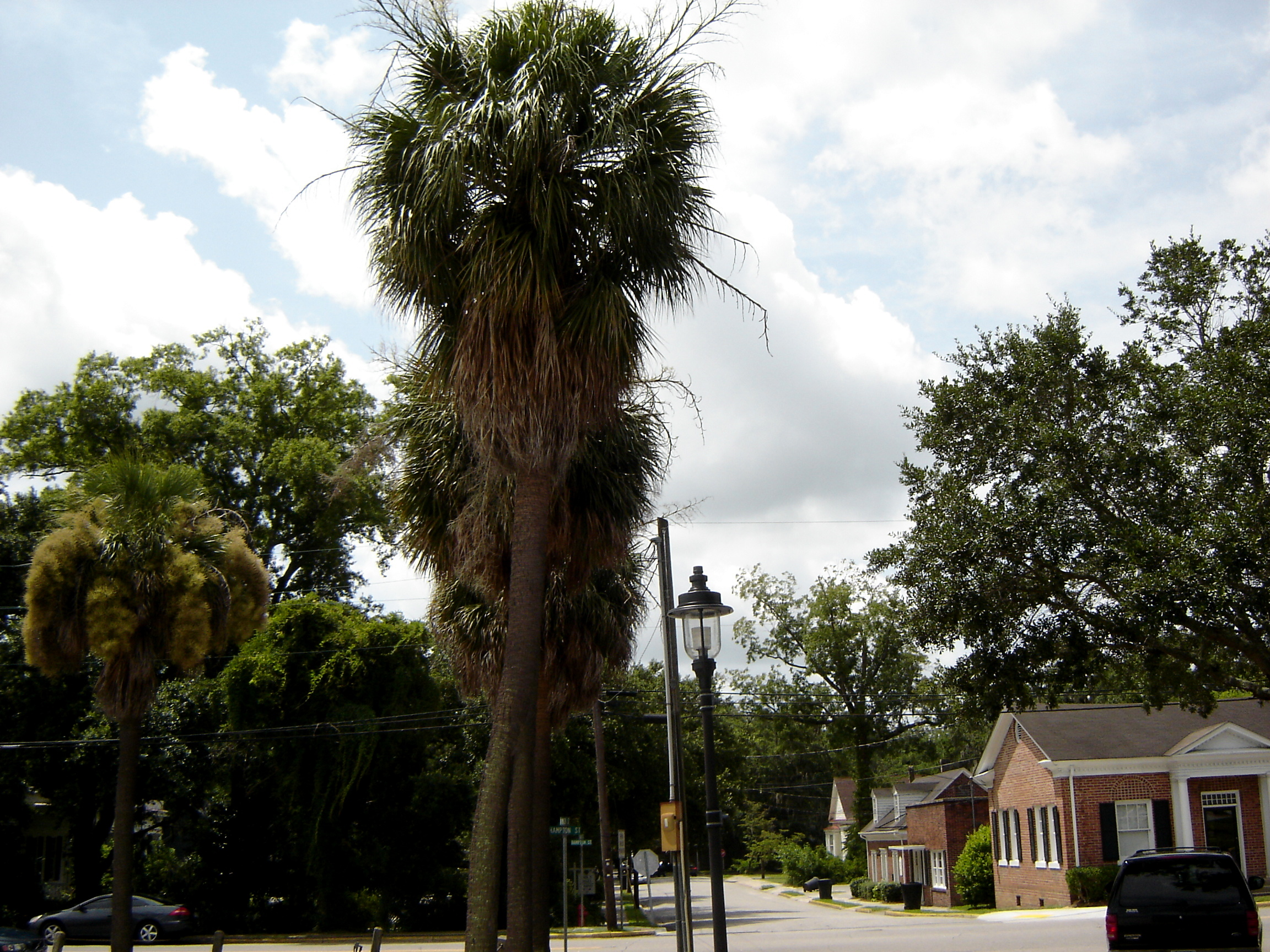
Барнуэлл в 2009 году

Построенная в 1832 году железная дорога соединила Чарльстон с Гамбургом, расположенным недалеко от города Огаста (штат Джорджия) вверх по течению реки Саванна. Существование двух остановок на этой железной дороге привело основанию и развитию городов Блэквилл и Уиллистон в середине XIX века.
Исторический центр города и множество отдельных архитектурных объектов города были занесены в Национальный реестр исторических мест США, что привлекает множество туристов и существенно способствует наполнению городского бюджета.
Своего пикового значения (5572 человека) население города достигло в 1980 году и с тех пор число горожан неуклонно убывало (по состоянию на 2025 год).

## География
В соответствии с данными указанными на сайте центрального статистического органа страны — Бюро переписи населения США, общая площадь Барнуэлла составляет 8 квадратных миль (20,7 км²), из которых 7,8 квадратных мили (20,3 км²) занимает суша, а 0,15 квадратных миль (0,4 км²) или 1,86%) приходится на водную поверхность.

## Климат
Согласно данным представленным Национальной метеорологической службой США климат в этом районе характеризуется относительно высокими температурами и равномерным распределением осадков в течение года. По классификации климатов Кёппена, в Барнуэлле влажный субтропический климат, сокращённо обозначаемый на климатических картах аббревиатурой «Cfa».